# Steve O’Rourke

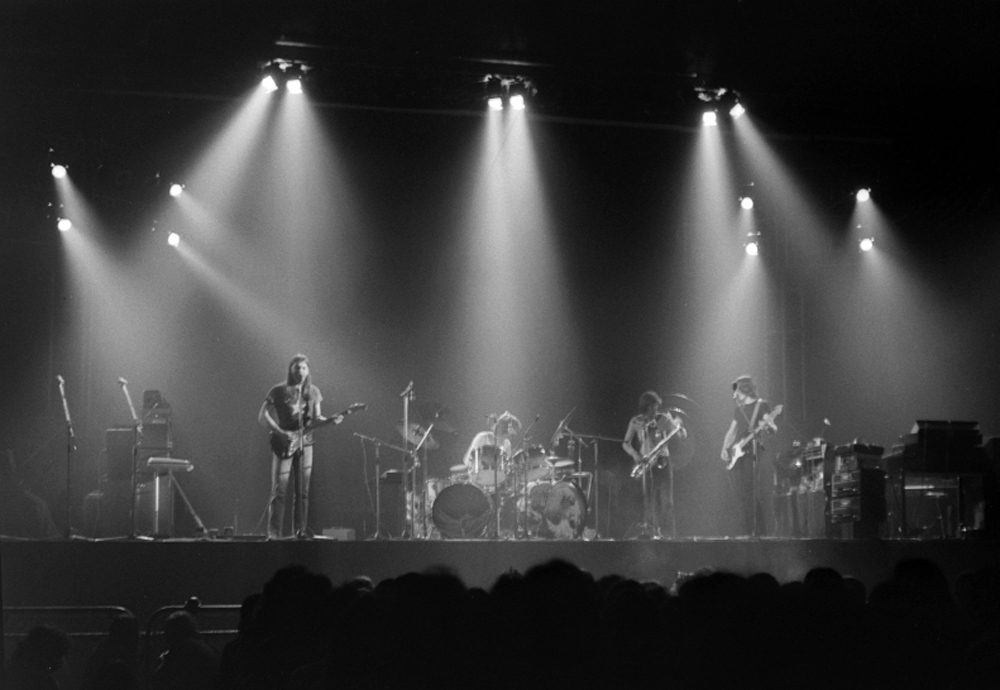
Pink Floyd performed Dark Side of the Moon in Earls Court 1973

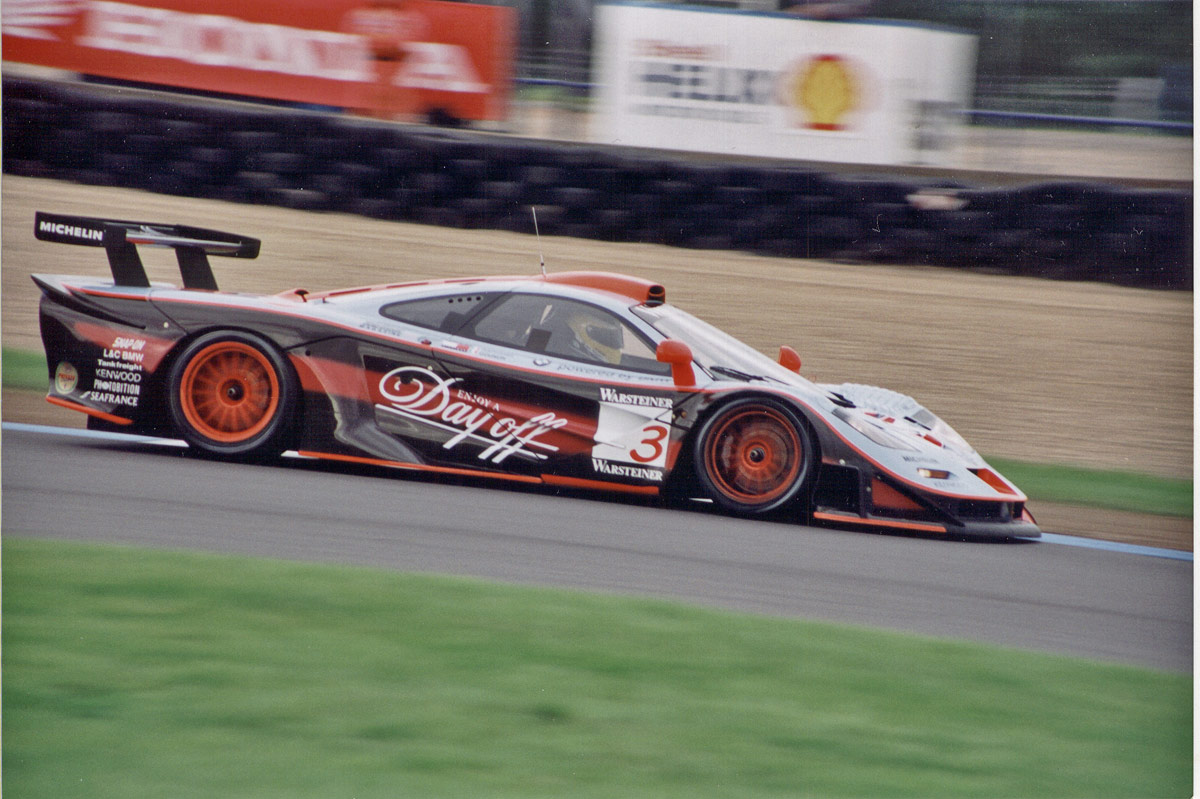
Der Gulf Team Davidoff McLaren F1 GTR; hier beim 4-Stunden-Rennen von Donington 1997. Mit diesem Wagen erreichten O’Rourke, Tim Sugden und Bill Auberlen den vierten Rang beim 24-Stunden-Rennen von Le Mans 1998

Stephen James „Steve“ O’Rourke (* 1. Oktober 1940 in Willesden; † 30. Oktober 2003 in Miami) war ein britischer Musikmanager, Rennstallbesitzer und Autorennfahrer.

## Musikmanagement
Steve O’Rourke kam während des Zweiten Weltkriegs als Sohn eines Fischers zur Welt. Sein Vater hatte nach dem Ausbruch des Krieges die Fischerei aufgegeben und war von den Aran-Inseln nach London gezogen. In den 1960er-Jahren arbeitete er in verschiedenen Veranstaltungs- und Musikagenturen; unter anderem für die Künstleragentur von Brian Epstein. O’Rourke war Junior Agent bei der Bryan Morrison Agency, die von Epstein übernommen wurde. Die Agentur managte die Bands The Pretty Things, The Incredible String Band, Fairport Convention und Tyrannosaurus Rex. Außerdem betreute man Pink Floyd, deren Auftritte von O’Rourke organisiert wurden.
In den späten 1960er-Jahren erwirtschafteten Rockbands in Großbritannien ihre notwendigen Einnahmen in erster Linie durch Liveacts. Bei Pink Floyd war O’Rourke besonders erfolgreich. Nicht selten hatte die Band über Wochen täglich einen Auftritt.

### Manager von Pink Floyd
Nach dem Ende der Zusammenarbeit der restlichen Bandmitglieder mit Syd Barrett im März 1968, endete auch die Managertätigkeit von Peter Jenner und Andrew King. Beide glaubten nach dem Abgang von Barrett nicht an eine erfolgreiche Weiterentwicklung der Band. Daraufhin engagierten Nick Mason, Roger Waters, Richard Wright und David Gilmour Steve O’Rourke als neuen Manager.
Unter dem Management von O’Rourke wurde Pink Floyd zu einer der prägendsten Bands der 1970er-Jahre und mit fast 300 Millionen verkauften Tonträgern zu einer der Erfolgreichsten der Musikgeschichte. 1970 gründete er EMKA Productions, benannt nach seinen Töchtern Emma und Katheryne. Neben Pink Floyd managte er in Folge auch die Solo-Karrieren von Gilmour, Mason und Wright.
O’Rourke managte Pink Floyd bis zu seinem Tod 2003 und somit auch nach Roger Waters Ausstieg 1985. Er war verantwortlich für den höchst lukrativen Wechsel von Capitol zu Columbia Records und organisierte bis zu seinem Ableben alle Band-Tourneen.

## Karriere als Rennfahrer
Neben seiner Tätigkeit in der Musikindustrie hatte Steve O’Rourke eine große Leidenschaft, den Motorsport. Nach einigen Clubrennen in seinem Heimatland war sein erstes großes Rennen das 24-Stunden-Rennen von Le Mans 1979, wo er als vierter Fahrer in das Team von Jean Blaton kam und neben dem belgischen Teameigner Nick Faure und Bernard de Dryver als Teampartner hatte. Das Rennen beendete das Quartett im Ferrari 512 BB LM an der 12. Stelle der Gesamtwertung.
Zwischen 1979 und 2002 bestritt er 94 GT- und Sportwagenrennen, von denen er zwei gewinnen konnte. Dazu kamen sechs Klassensiege und inklusive der zwei Gesamtsiege 17 Podien. Seine erste erfolgreiche Saison hatte er 1981, als er beim zur Sportwagen-Weltmeisterschaft zählenden 6-Stunden-Rennen von Silverstone gemeinsam mit Derek Bell und David Hobbs im BMW M1 hinter Walter Röhrl, Dieter Schornstein und Harald Grohs im Porsche 935J den zweiten Rang belegte. Beim 24-Stunden-Rennen von Le Mans dieses Jahres war er bereits zum zweiten Mal nach 1980 mit einem eigenen Rennteam engagiert. Partner im BMW M1 waren Hobbs und Eddie Jordan. In der Nacht verließ er die Rennstrecke, um zu einem Pink-Floyd-Konzert nach London zu fliegen. In den frühen Morgenstunden kehrte er zurück, um weiter am Rennen teilzunehmen.
Achtmal war O’Rourke in Le Mans am Start. Bei seinem letzten Einsatz 1998 erreichte er seine beste Platzierung in der Gesamtwertung. Gemeinsam mit Tim Sugden und Bill Auberlen wurde er im McLaren F1 GTR Gesamtvierter.
In den 1990er- und 2000er-Jahren ging er in der FIA-GT-Meisterschaft, der BPR Global GT Series und der britischen GT-Meisterschaft an den Start.

## EMKA Racing
1990 hatte O’Rourke mit EMKA Racing ein eigenes Rennteam gegründet. Das Team bestand bis 2003 und wurde nach seinem Tod aufgelöst. Dadurch kam auch eine angekündigte Werksunterstützung durch Porsche für die Saison 2004 nicht Zustande. Wie bei seinem Musikmanagementunternehmen waren auch hier zwei seiner Töchter Namensgeber.
In den frühen 1980er-Jahren baute das Team mit der Unterstützung von Aston Martin sogar Gruppe-C-Sportwagen. Konstruiert wurden die Wagen von Len Bailey. Mit dem Emka C84/1 führte Tiff Needell 1985 in Le Mans kurzfristig das Rennen an.

## Tod in Miami
Steve O’Rourke lebte jahrelang in Großbritannien und bewohnte in Sussex ein Haus, das einmal im Besitz von Bertrand Russell war. Er war in zweiter Ehe mit der ehemaligen Sekretärin des Regisseurs Alan Parker verheiratet und hatte drei Töchter und einen Sohn. Er starb im Oktober 2003 während eines Aufenthalts in Miami an den Folgen eines Schlaganfalls. Die Trauerfeier fand am 14. November 2003 in der Kathedrale von Chichester statt. Während der Sarg in die Kathedrale getragen wurde, spielte Richard Wright The Great Gig in the Sky.

## Statistik

### Le-Mans-Ergebnisse
| Jahr | Team                  | Fahrzeug          | Teamkollege  | Teamkollege    | Teamkollege       | Platzierung | Ausfallgrund     |
| ---- | --------------------- | ----------------- | ------------ | -------------- | ----------------- | ----------- | ---------------- |
| 1979 | Jean Blaton           | Ferrari 512 BB LM | Nick Faure   | Jean Blaton    | Bernard de Dryver | Rang 12     |                  |
| 1980 | EMKA Productions      | Ferrari 512 BB LM | Richard Down | Simon Phillips |                   | Rang 23     |                  |
| 1981 | Emka Productions      | BMW M1            | Eddie Jordan | David Hobbs    |                   | Ausfall     | Kupplungsschaden |
| 1982 | Emka Productions      | BMW M1            | Richard Down | Nick Mason     |                   | Ausfall     | kein Öldruck     |
| 1983 | Emka Productions Ltd. | Emka C83/1        | Nick Faure   | Tiff Needell   |                   | Rang 17     |                  |
| 1985 | Emka Productions Ltd. | Emka C84/1        | Nick Faure   | Tiff Needell   |                   | Rang 11     |                  |
| 1996 | Emka Productions Ltd. | Porsche 911 GT2   | Guy Holmes   | Soames Langton |                   | Ausfall     | Motorschaden     |
| 1998 | Gulf Team Davidoff    | McLaren F1 GTR    | Tim Sugden   | Bill Auberlen  |                   | Rang 4      |                  |